# 小白結螺
小白結螺（学名：Drupella fragum）为骨螺科梭岩螺屬下的一个种。